# 储瑞耕
储瑞耕（1946年2月—2020年6月22日），江苏武进人，中国杂文评论家、新闻工作者，《河北日报》高级编辑。

## 生平
1946年2月生于江苏省武进县湟里乡，他的父亲是新四军某部一位班长，在储瑞耕出生时已经在苏北的一次战斗中牺牲。
储瑞耕曾就读于武进县湟里高中。1970年8月毕业于上海海运学院英文专业，先后在秦皇岛港务局、中共秦皇岛市委、河北省委宣传部理论研究室、《共产党员》杂志社工作。1983年业余参与筹备和创建中国第一家省级杂文学术组织——河北省杂文学会，任秘书长。1984年参与成立中国第一家《杂文报》，任专职副总编辑，主持编务。1988年调入河北日报社工作，任总编室副主任。1988年2月至2008年2月，主笔《河北日报》“杨柳青”专栏20年。1999年11月，“杨柳青”专栏获得首届中国新闻奖名专栏奖。1993年出版60多万字的《储瑞耕文集》获同年河北省文艺振兴奖。
从2000年开始，储瑞耕积极探索评论文体改革，完成了从传统媒体评论员到网络评论员的转型。2009年应邀赴京，为清华大学的学生作报告《品味“三不朽”》。2013年10月22日，在河北大学新闻传播学院做相同主题讲座。
1990年和2004年经历两次心脏手术。2020年6月22日因多发器官衰竭离世。

## 出版物
- 储瑞耕 (编). . 河北大学出版社. 1990. ISBN 7810280007.
- 储瑞耕. . 浙江大学出版社. 1993. ISBN 9787308050432.
- 储瑞耕. . 花山文艺出版社. 1994. ISBN 7806111972.
- 储瑞耕. . 人民日报出版社. 1998. ISBN 7800029492.

## 荣誉
- 中国新闻奖（三次，通讯《“漏泄现象”透析——谁来管技术权益纠纷？》、评论《就同“大款”交朋友事向领导干部进一言》、专栏《杨柳青》）
- 国务院政府特殊津贴（1993年10月）
- 第二届全国百佳新闻工作者（1997年6月）[9]
- 全国五一劳动奖章（2002年）
- 第六届韬奋新闻奖（2004年）[10]
- 全国离退休干部先进个人（2019年12月12日）[11]

## 延伸阅读
- 褚亚玲; 刘锋. . 新华出版社. 2013. ISBN 9787516605684.
- 尹纪周; 刘锋. . 中国戏剧出版社. 2009. ISBN 9787104029731.